# Капоијачо (Кампобасо)
Капоијачо је насеље у Италији у округу Кампобасо, региону Молизе.
Према процени из 2011. у насељу је живело 205 становника. Насеље се налази на надморској висини од 806 м.